# Жолтиків монастир
Жолтиків монастир (Свято-Успенський Жолтиків монастир) — знищений за радянських часів православний чоловічий монастир під Твер'ю, один з найбільш значних релігійно-культурних центрів середньовічного Тверського князівства.
Нині монастир відновлюється.

## Історія
Свято-Успенський чоловічий монастир був одним з найдавніших у середньовічній Тверській державі. Заснований 1394 року єпископом Арсенієм, вихованцем Києво-Печерської лаври — за князювання Михайла Олександровича. Протягом багатьох століть монастир відігравав важливу роль в захисті південно-західних рубежів столиці — міста Твері. Перший дерев'яний храм обителі освятили в ім'я українських преподобних — Антонія і Феодосія Печерських. 1404 у центрі обителі звели кам'яний соборний храм на згадку про Київ — в ім'я Успіння Пресвятої Богородиці. 1409 року владика Арсеній помер і був похований в обителі.
На початку XVII століття монастир потерпав, опинившись в епіцентрі війни Московського Царства проти Великого князівства Литовського. З 1630-х обитель потроху почала відновлюватися, а 1654 року тут перебудували головний собор.
Другий розквіт монастиря припав на епоху Російської імперії. У цей час були зведені Олексіївська церква (1709), тоді ж і нова церква Антонія і Феодосія Печерських (1709), новий Успенський собор (1713—1722) — це сформувало основну архітектурну композицію монастирського комплексу, що зберігалася аж до закриття обителі комуністами 1928. У XVIII столітті монастир обнесли високою кам'яною огорожею з критими галереями-переходами і двома кутовими вежами.
1753 року ігуменом монастиря був вихованець Київської духовної академії Феодосій Голосницький, майбутній єпископ Тамбовський синодальної РПЦ.
1789 року в монастирі похований Михаїл Коняєв — учасник російсько-турецької війни 1768—1774.
Більшовики зробили на території монастиря авіамайстерні, в соборі — магазин. 